# Driefasespanning

Driefasegenerator. De roterende permanente magneet induceert in de spoelen een driefasespanning in de leidingen L1, L2 en L3.

Generator en verbruiker met een nuldraad en drie fasedraden in sterschakeling

Driefasespanning, ook wel draaistroom of in lekentaal krachtstroom genoemd, is elektrische energie in de vorm van drie gelijktijdig opgewekte wisselspanningen die ten opzichte van elkaar in fase verschoven zijn, zodat ze niet gelijktijdig, maar na elkaar hun maximale en minimale waarde bereiken. Het elektriciteitsnet in Nederland en België is gebaseerd op driefasespanning. Woningen worden gewoonlijk aangesloten op één enkele fase, via een bruine fasedraad, en een blauwe nuldraad. Daartussen staat een spanning met een effectieve waarde van 230 volt. Voor apparatuur die veel vermogen verbruikt, zoals voeding van zware elektromotoren wordt gebruikgemaakt van drie fasen. Tussen elk van die fasen en de nuldraad staat de fasespanning van 230 V effectief, en tussen twee fasen onderling staat de lijnspanning van 400 V effectief. Grotere woningen zijn aangesloten op drie fasen en een nuldraad, op zo'n manier dat de groepen in de woning ongeveer gelijk over de drie fasen zijn verdeeld.
Driefasespanning wordt opgewekt door een generator waarin een draaiend magnetisch veld door inductie tegelijk in drie elektrische spoelen een wisselstroom opwekt. De drie wisselstromen die door de generator worden opgewekt, hebben ten opzichte van elkaar een faseverschil van 120°, 3 × 120° = 360°. De drie daarbij horende wisselspanningen zijn gelijkvormig, in dit geval sinusvormig, en bereiken met een faseverschuiving van steeds 120° hun maximale waarde. De drie spanningen zijn bij iedere complete omwenteling van het draaiende deel van de generator, van de rotor met magneet, dus door hun maximum en hun minimum gegaan.
Elektrische stroom gaat in het rond, dus moet er behalve aan de kant waar de elektriciteit wordt opgewekt, een tegengesteld punt zijn, waar de drie fasedraden weer bijeen komen. Er worden daar in de praktijk twee schakelingen voor gebruikt, de sterschakeling en de driehoekschakeling. Hoewel er in de sterschakeling nog een nuldraad wordt gebruikt, komt het er in beide schakelingen op neer dat de stroom van twee van de drie fasedraden van de generator af in de derde, andere fasedraad doorloopt. Er is dus in beide gevallen aan de eerste wet van Kirchhoff voldaan. Het berust erop dat de som van de drie fasen van de drie fasedraden op ieder moment gelijk aan nul is.
{\displaystyle \sin(x)+\sin \left(x+{\dfrac {2}{3}}\pi \right)+\sin \left(x+{\dfrac {4}{3}}\pi \right)\ =\ 0}

## Geschiedenis
De Rus Michail Doliwo-Dobrowolski 1862-1919 heeft veel aan de ontwikkeling van de driefasespanning, dus vooral in de toepassing daarvan, bijgedragen. Hij werkte voor de AEG, bedacht het begrip draaistroom en de ster- en driehoekschakelingen, en bouwde in 1890 in Berlijn de eerste driefasetransformator. Aangezien een driefasespanning in een driefasenmotor een draaiveld opwekt, wordt driefasespanning ook draaistroom genoemd.
Er ontwikkelde zich aan het einde van de jaren 80 van de 19e eeuw in de Verenigde Staten een felle concurrentiestrijd tussen enerzijds het kamp van Thomas Edison, die gelijkstroom gebruikte, en anderzijds het kamp van George Westinghouse, die wisselstroom gebruikte. Deze concurrentiestrijd werd de oorlog van de stromen genoemd en in het voordeel van Westinghouse beslist.

## Reden voor gebruik van driefasespanning
De belangrijkste reden voor het gebruik van een driefasig netwerk in de industrie is het gebruik van krachtige inductiemotoren of driefasige asynchrone motoren die voor draaistroom zijn gebouwd. De driefasige inductiemotor van Nikola Tesla berust op het principe van het draaiveld, in dit geval opgewekt door drie wisselstromen die 120° uit fase zijn. Met deze uitvinding werd een elektromotor verkregen die niet alleen efficiënt, simpel en goedkoop te bouwen was, maar die ook nauwelijks kapot kon gaan: de rotor met de lagers waarin hij draait, zijn de enige bewegende delen, dus ook de enige delen van de machine die kunnen slijten. Dit type motor was voorts eenvoudig te produceren. Andere typen elektromotoren moeten gebruikmaken van koolborstels en glijcontacten (commutators), of elektronische stroomomkeerders. Dat zijn onderdelen die aan slijtage onderhevig zijn en ook gemakkelijk defect kunnen raken.

## Gescheiden wikkelingen

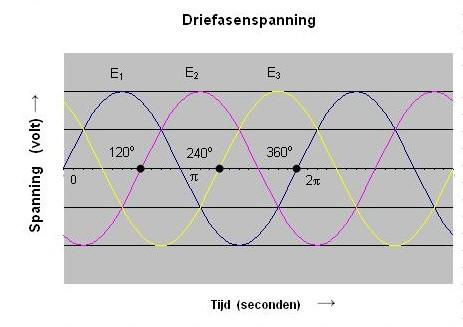
Drie fasen

De generatoren die in een elektriciteitscentrale zijn opgesteld, hebben drie gescheiden wikkelingen, die deel uitmaken van de stator, het vaste deel van de generator. Deze drie spoelen staan 120° ten opzichte van elkaar verschoven. Het draaiende deel van de generator, de rotor, is een elektromagneet, en draait met een frequentie van 50 of 60 hertz rond in de generator. Aangezien de wikkelingen ruimtelijk 120° zijn verschoven, dus ten opzichte van elkaar een faseverschil hebben van 2/3 π, heeft ook de opgewekte wisselstroom door ieder van de drie fasedraden een faseverschil van 120° of 2/3 π. De frequentie van de drie wisselstromen is 50 of 60 hertz.

## Sterschakeling

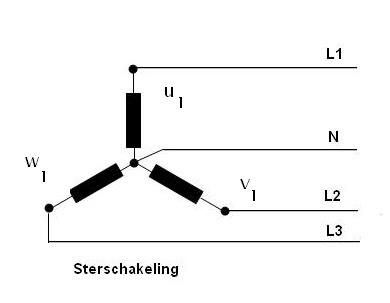

Als de drie fasen van het net worden aangesloten op een driefasetransformator waarvan de secundaire zijde is geschakeld op de manier zoals weergegeven in de afbeelding, spreekt men van een sterschakeling.
De drie wikkelingen u1, v1 en w1 van de transformator voeden de fasen L1, L2 en L3. Op het gemeenschappelijke nulpunt, het sterpunt N worden de andere einden u2, v2 en w2 van de wikkelingen met elkaar verbonden. Op elk van de wikkelingen, dus tussen L1 en N, tussen L2 en N en tussen L3 en N is de fasespanning {\displaystyle U_{\text{fase}}} aanwezig. De spanning tussen L1 en L2, tussen L1 en L3 en tussen L2 en L3 noemt men de lijnspanning {\displaystyle U_{\text{lijn}}} of de gekoppelde spanning.
Het verband tussen de fasespanning en de lijnspanning is:
{\displaystyle U_{\text{lijn}}={\sqrt {3}}\ U_{\text{fase}}}
Voor de bijbehorende stromen geldt:
{\displaystyle I_{\text{lijn}}=I_{\text{fase}}}

## Driehoekschakeling

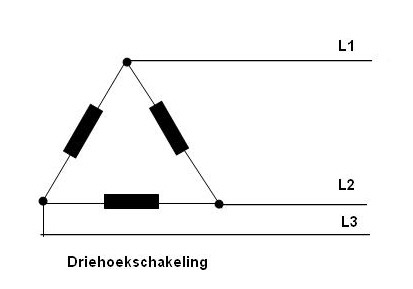

De secundaire wikkelingen van de transformator kunnen ook worden aangesloten volgens bijgaande afbeelding. Deze schakeling wordt aangeduid met driehoekschakeling. Aangezien hier geen nulpunt aanwezig is, vallen de fasespanning en de lijnspanning samen, dus:
{\displaystyle U_{\text{lijn}}\ =U_{\text{fase}}}
Voor de bijbehorende stromen geldt echter alleen:
{\displaystyle I_{\text{lijn}}={\sqrt {3}}\ I_{\text{fase}}}

## Vermogen
Het elektrische vermogen {\displaystyle P_{\text{fase}}} van één fase is:
{\displaystyle P_{\text{fase}}=U_{\text{fase}}I_{\text{fase}}\cos \phi }
Voor de drie fasen gezamenlijk:
{\displaystyle P=3P_{\text{fase}}=3\ U_{\text{fase}}I_{\text{fase}}\cos \phi }
Daarin is {\displaystyle \cos \phi } de arbeidsfactor.
Uitgedrukt in de lijnspanning en de lijnstroom is, zowel voor de ster- als de driehoekschakeling, het gezamenlijke vermogen voor de drie fasen:
{\displaystyle P={\sqrt {3\ }}\ U_{\text{lijn}}I_{\text{lijn}}\cos \phi }

### Voorbeeld
Een pottenbakkersoven met een driefaseaansluiting. Omdat een dergelijke oven verwarmingselementen heeft met een zuiver ohmse waarde, is {\displaystyle \cos \varphi =1}. De oven vermeldt op het typeplaatje een vermogen van {\displaystyle P=10{,}5\ {\text{kW}}}. De zekeringen van de driefasegroep in de groepenkast zijn {\displaystyle 3\times 16\ A}. Of deze oven hierop kan worden aangesloten wordt bepaald door de stroomsterkte {\displaystyle I_{\text{lijn}}}:
{\displaystyle I_{\text{lijn}}={\frac {P}{{\sqrt {3\ }}\ U_{\text{lijn}}\cos \varphi }}}
Met:
{\displaystyle P=10\ 500\ {\text{W}}}
{\displaystyle U_{\text{lijn}}=400\ {\text{V}}}
en
{\displaystyle \cos \varphi =1},
wordt dit:
{\displaystyle I_{\text{lijn}}={\frac {10500\ {\text{watt}}}{1{,}732\times (400\,{\text{volt}})\times 1}}=15{,}2\ {\text{A}}}
Deze oven kan daarom werken op genoemde groep met {\displaystyle 3\times 16\ A} zekeringen.

## Werkelijk vermogen, schijnbaar vermogen en blindvermogen

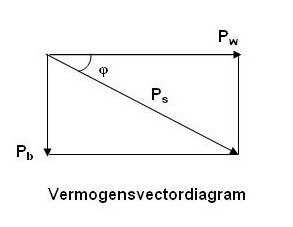

Het hierboven berekende vermogen is het werkelijk getransporteerde vermogen. Het wordt uitgedrukt met de eenheid watt (W). Het werkelijke vermogen is behalve van de spanning en de stroomsterkte ook afhankelijk van de arbeidsfactor {\displaystyle \cos \varphi } als gevolg van de faseverschuiving {\displaystyle \varphi } tussen spanning en stroom. 
Het maximale vermogen, bij {\displaystyle \varphi =0}, wordt schijnbaar vermogen genoemd. Men drukt het, ter onderscheiding van werkelijk vermogen, uit in voltampère (VA). Het werkelijke vermogen is één component van het schijnbare vermogen. De andere component, die geen werkelijk vermogen voorstelt, wordt blindvermogen genoemd en uitgedrukt in VAr (voltampère reactief).
- Het werkelijke vermogen {\displaystyle P={\sqrt {3}}\,U_{1}I_{1}\cos \varphi } met als eenheid watt (W)
- Het schijnbare vermogen {\displaystyle S={\sqrt {3}}\,U_{1}I_{1}} met als eenheid voltampère (VA)
- Het blind- of reactief vermogen {\displaystyle Q={\sqrt {3}}\,U_{1}I_{1}\sin \varphi } met als eenheid voltampère reactief (VAr)

In bijgaand vectordiagram komt het verband tussen de genoemde vermogens verder tot uitdrukking. Dat er drie soorten vermogen moeten worden onderscheiden wordt veroorzaakt door de reactantie {\displaystyle X} afkomstig van een inductieve of, wat zelden voorkomt, een capacitieve belasting. Een ideale inductieve of capacitieve belasting veroorzaakt een faseverschuiving van 90° tussen stroom en spanning, zoals in bijgaand vectordiagram wordt aangegeven. Bij een inductieve belasting ijlt de stroom na op de spanning en bij een capacitieve belasting ijlt de stroom voor op de spanning.

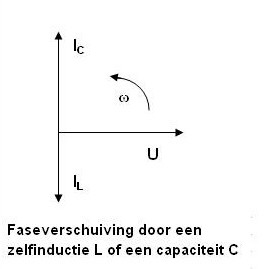

De wikkelingen van bijvoorbeeld elektromotoren bezitten een zekere zelfinductie waardoor faseverschuiving ontstaat. Ook door de voorschakelapparatuur van gasontladingslampen ontstaat faseverschuiving. Als veel motoren of gasontladingslampen op een installatie zijn aangesloten ontstaat mogelijk zo'n grote faseverschuiving dat {\displaystyle \cos \varphi }-verbetering noodzakelijk is. Hiermee wordt de faseverschuiving tot een aanvaardbare waarde teruggebracht. Dit wordt bereikt met een condensator of een condensatorenbatterij, die de invloed van de inductieve reactantie geheel of gedeeltelijk opheft.

## Laagspanning
Na transport en distributie via het hoogspanningsnet, wordt de aangeleverde driefasespanning met een driefasetransformator of nettransformator ter plaatse omgezet van 10 kV naar 400 V, ten behoeve van industriële gebruikers, de glastuinbouw, grote gebouwen en flats. Voor de huisaansluitingen wordt de aangevoerde driefasespanning van 400 V teruggebracht naar een netspanning van 230 V met maar één fase door gebruik te maken van een nulgeleider en een fasegeleider. Als namelijk de aangeboden driefasespanning van 400 V tussen de aansluitklemmen L1 en L2, L1 en L3 en L2 en L3 aanwezig is, dan is de fasespanning tussen elk van de klemmen L1, L2 en L3, en N: {\displaystyle U_{\text{fase}}=400/{\sqrt {3}}\approx 230\ {\text{volt}}}. Dit is in België, Nederland en grote delen van Europa de gebruikelijke netspanning voor de huishoudens.
Anders dan de naam doet vermoeden is laagspanning geen lage spanning die ongevaarlijk is voor mens en dier. De term laagspanning moet in relatie gezien worden tot de term hoogspanning. Hoogspanning is een elektrische spanning boven de 1000 volt wisselspanning (effectief) of 1500 volt gelijkspanning. Alles daaronder wordt laagspanning genoemd. Over het algemeen worden installaties met spanningen onder de 24 volt aangemerkt als zwakstroominstallaties en zijn veilig om aan te raken.

## Gebruik
In België en Nederland worden de meeste huizen tegenwoordig aangesloten met een driefaseaansluiting. In de meterkast wordt dan ofwel één fase aangesloten voor kleinverbruikers of alle drie de fasen, die dan na de meter verdeeld worden in drie groepen van 230 V. Indien gewenst kan dan ook een krachtstroom-groep aangesloten worden voor bepaalde apparaten zoals (sommige) elektrische kookplaten of ovens. Als er maar één fase wordt aangesloten, wordt er een enkele (hoofd)zekering gebruikt in combinatie met een enkelfase-stroommeter. Bij een andere gebruiker op dezelfde aansluitkabel wordt vervolgens de tweede hoofdzekering gebruikt en bij een derde huis op dezelfde kabel de derde zekering: op deze manier wordt de belasting van de aansluitkabels tussen het transformatorhuisje en de woningen gelijkmatig verdeeld.
Bij aansluiting van alle drie de fasen worden drie hoofdzekeringen en een driefase-elektriciteitsmeter toegepast. Pas na de meter kan men kiezen tussen drie aparte groepen van 230 V of toch een driefasige krachtstroom-groep.
Driefasespanning wordt overal gebruikt voor elektrische apparaten en machines die veel stroom verbruiken, dat kunnen bijvoorbeeld zware elektromotoren zijn. Er zijn voor driefasespanning aparte stekkers ontworpen, stekkers volgens de internationale norm IEC 60309.